# شياو زهين
شياو زهين (بالصينية: 肖震) هو لاعب كرة قدم صيني في مركز الدفاع، ولد في 15 أبريل 1987 في داليان في الصين. لعب مع نادي تشونغتشينغ.

## وصلات خارجية
- شياو زهين على موقع قاعدة بيانات كرة القدم.إي يو (الإنجليزية)
- شياو زهين على موقع Soccerway.com (الإنجليزية)